# John Sillett
John Charles Sillett (Southampton, 20 luglio 1936 – Coventry, 30 novembre 2021) è stato un calciatore e allenatore di calcio inglese, di ruolo difensore.

## Carriera

### Giocatore
Nella stagione 1953-1954 ha giocato nelle giovanili del Southampton, per poi passare al Chelsea, con la cui maglia tra il 1954 ed il 1962 ha giocato 93 partite nella prima divisione inglese, vincendo un campionato (nella sua prima stagione) ed una Charity Shield l'anno seguente.
Nel 1962 si trasferì al Coventry City, per la cifra di 3000 sterline. Trascorse le prime due stagioni al club in Third Division (terza divisione inglese) e le successive due in Second Division, con complessive 109 presenze ed un gol in partite di campionato, e con la vittoria della Third Division nella stagione 1963-1964. Dal 1966 al 1968, anno in cui si ritira, gioca invece al Plymouth.

### Allenatore
Dal 1968 al 1974 allena nelle giovanili del Bristol City; nel 1974 viene ingaggiato come tecnico dell'Hereford Utd, con cui rimane fino al febbraio del 1978, vincendo la Third Division nella stagione 1975-1976 (nella quale il club è anche finalista perdente in Coppa del Galles) ed allenando in seconda divisione per la successiva stagione e mezzo. Dal 1979 al 1984 e successivamente anche nella stagione 1985-1986 lavora come vice al Coventry City, che in queste stagioni milita stabilmente nella prima divisione inglese. Nell'estate del 1986 viene promosso ad allenatore del club, vincendo la FA Cup, primo trofeo maggiore per gli Sky Blues, nel suo primo anno e perdendo il successivo Charity Shield; rimane al club fino al termine della stagione 1989-1990, ottenendo sempre piazzamenti a metà classifica, con il settimo posto del campionato 1988-1989 come miglior piazzamento. Nella stagione 1989-1990 raggiunge (e perde) la finale di Coppa di Lega inglese, mentre nella stagione 1987-1988 è semifinalista della Full Members Cup; nel novembre del 1990 viene esonerato. La sua ultima stagione da allenatore è la 1991-1992, nella quale allena nuovamente l'Hereford.

## Palmarès

### Giocatore

#### Competizioni nazionali
- Campionato inglese: 1

Chelsea: 1954-1955
- Community Shield: 1

Chelsea: 1955
- Third Division: 1

Coventry City: 1963-1964

### Allenatore

#### Competizioni nazionali
- Coppa d'Inghilterra: 1

Coventry City: 1986-1987
- Third Division: 1

Hereford United: 1975-1976